# Ozonolisi

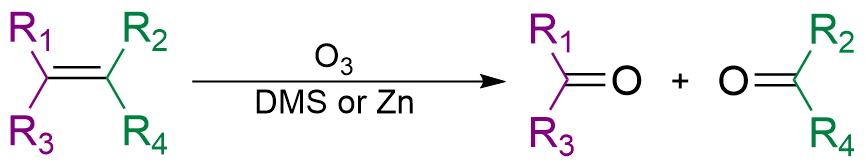
Schema generale della reazione

L'ozonolisi è una reazione organica in cui l'ozono ossida un alchene a dare, a seconda della struttura dell'alchene di partenza, aldeidi o chetoni.
La reazione viene in genere effettuata a freddo, in un bagno di acetone raffreddato con ghiaccio secco, quindi circa -70 °C, facendo passare ozono diluito con aria nel solvente contenente l'alchene da ossidare.

## Meccanismo di reazione

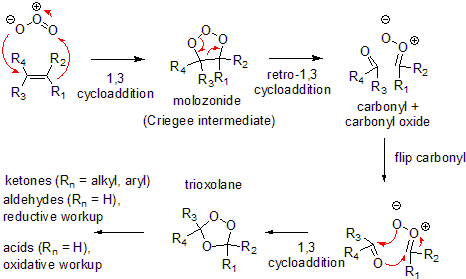
Meccanismo di reazione

La reazione è una cicloaddizione 1,3-dipolare. Il primo stadio della reazione porta alla formazione di un molozonuro che poi traspone a dare un ozonuro o triossolano.
Alcuni ozonuri sono instabili e spesso possono decomporsi esplodendo, quindi non vengono isolati ma lavorati direttamente, la lavorazione dipende dal prodotto di reazione che si vuole ottenere:
- Chetoni: l'ozonuro viene idrolizzato con acqua a dare il chetone (o i chetoni nel caso di alchene asimmetrico) e perossido di idrogeno
- Aldeidi: il perossido di idrogeno ossida le aldeidi, la lavorazione viene quindi effettuata in ambiente riducente, con Zinco o dimetilsolfuro
- Acidi carbossilici: l'ozonuro si idrolizza in acqua, si ottengono delle aldeidi che poi vengono ossidate ad acidi, oppure si effettua l'idrolisi dell'ozonuro in presenza di NaOH
- Alcoli: si effettua la lavorazione con litio alluminio idruro o con boroidruro di sodio
- Esteri: in presenza di basi forti come metossido di sodio in solventi aprotici, i due frammenti che vanno a costituire l'ozonuro, reagiscono con la base a dare esteri metilici.